# Liste der Kulturdenkmäler in Ingelheim am Rhein
In der Liste der Kulturdenkmäler in Ingelheim am Rhein sind alle Kulturdenkmäler der rheinland-pfälzischen Stadt Ingelheim am Rhein einschließlich der Stadtteile aufgeführt. Für den Stadtteil Ingelheim-West sind keine Kulturdenkmäler ausgewiesen. Grundlage ist die Denkmalliste des Landes Rheinland-Pfalz
(Stand: 3. April 2024).

## Frei-Weinheim

### Einzeldenkmäler
| Bezeichnung                         | Lage                                                      | Baujahr      | Beschreibung                                                                                             | Bild                           |
| ----------------------------------- | --------------------------------------------------------- | ------------ | --- | ------------------------------ |
| Gasthaus „Zur Pfalz“                | Frei-Weinheim, Dammstraße 2 Lage                          | 1753         | ehemalige lutherische Kirche; Krüppelwalmdachbau, bezeichnet 1753 und 1837; straßenbildprägend mit Nr. 4 | weitere Bilder Fotos hochladen |
| Kurpfälzisches Forsthaus            | Frei-Weinheim, Dammstraße 4 Lage                          | nach 1755    | ehemaliges kurpfälzisches Forsthaus; im Kern barocker Putzbau, nach 1755; straßenbildprägend mit Nr. 2   | weitere Bilder Fotos hochladen |
| Wegekapelle                         | Frei-Weinheim, Dammstraße, gegenüber Nr. 48a Lage         | 1905         | Wegekapelle in gotisierenden Formen, 1905                                                                | weitere Bilder Fotos hochladen |
| Katholische Pfarrkirche St. Michael | Frei-Weinheim, Kirchstraße 9 Lage                         | 1760         | barocker Saalbau, bezeichnet 1760, wohl mit älteren Teilen, barockisierender Turm 1927/28                | weitere Bilder Fotos hochladen |
| Evangelische Gustav-Adolf-Kirche    | Frei-Weinheim, Schubertstraße 1 Lage                      | 1909/10      | Bruchsteinsaal im Heimatstil, 1909/10, Architekten Ludwig Mahr und Georg Markwort, Darmstadt             | weitere Bilder Fotos hochladen |
| Fischerhaus                         | Frei-Weinheim, Schubertstraße 5 Lage                      | 1850         | Kleinhaus mit Torfahrt, 1850, erweitert 1890; heute Museum                                               | Fotos hochladen                |
| Friedhofskreuz                      | Frei-Weinheim, Schubertstraße 56, auf dem Friedhof Lage   | um 1851      | Friedhofskreuz, um 1851                                                                                  | weitere Bilder Fotos hochladen |
| Myriameterstein                     | Frei-Weinheim, nordöstlich der Ortslage am Rheinufer Lage | 1860er Jahre | Myriameterstein XXXV; Markierung der 1867 durchgeführten Stromvermessung, Sandsteinblock, 1860er Jahre   | weitere Bilder Fotos hochladen |

## Großwinternheim

### Einzeldenkmäler
| Bezeichnung                                | Lage                                                          | Baujahr                         | Beschreibung | Bild                           |
| ------------------------------------------ | ------------------------------------------------------------- | ------------------------------- | --- | ------------------------------ |
| Veteranenstein und Grabmäler               | Großwinternheim, Dörleweg, auf dem Friedhof Lage              | ab 1844                         | auf dem in der ersten Hälfte des 19. Jahrhunderts angelegten, mehrmals erweiterten Friedhof: - Veteranenstein, Sandsteinpfeiler mit profiliertem Kopfstück und Trophäenbekrönung, bezeichnet 1844 - Gruft Familie Gehrhardt: kleine Anlage mit schmiedeeisernem Gitterzaun, anspruchsvolle Backsteinfassade in späthistoristischen Formen mit Zinnenbekrönung, spätes 19. Jahrhundert - Grabmal Johann Adam Schwarz († 1892): mächtiger Eichenstumpf mit Anker auf quadratischem Felssockel | weitere Bilder Fotos hochladen |
| Spolie                                     | Großwinternheim, Erthalerstraße, an Nr. 1 Lage                | 1733                            | Türsturz, barock, bezeichnet 1733 | Fotos hochladen                |
| Hofanlage                                  | Großwinternheim, Erthalerstraße 4 Lage                        | 18. und 19. Jahrhundert         | Hofanlage, 18. und 19. Jahrhundert; barockes Wohnhaus und Scheune unter Krüppelwalmdach, bezeichnet 1772; straßenbildprägend | weitere Bilder Fotos hochladen |
| Hofanlage                                  | Großwinternheim, Erthalerstraße 15/17 Lage                    | 17. oder frühes 18. Jahrhundert | höhengestaffelter barocker Streckhof, wohl aus dem 17. oder frühen 18. Jahrhundert | Fotos hochladen                |
| Ortsbefestigung                            | Großwinternheim, Erthalerstraße, hinter Nr. 26 Lage           | frühes 14. Jahrhundert          | Teilstück der spätmittelalterlichen Ortsbefestigung, Ringmauer mit Teilstück des Grabens, wohl aus dem frühen 14. Jahrhundert | Fotos hochladen                |
| Hof Obentraut                              | Großwinternheim, Freier Platz 1 Lage                          | 1609                            | mächtiger Renaissance-Treppengiebelbau, bezeichnet 1609, teilweise Aufstockung im 19. Jahrhundert | weitere Bilder Fotos hochladen |
| Brunnen                                    | Großwinternheim, Freier Platz, gegenüber Nr. 1 Lage           | 1884                            | Laufbrunnen, spätklassizistisch, bezeichnet 1884 | weitere Bilder Fotos hochladen |
| Haustür                                    | Großwinternheim, Freier Platz, an Nr. 2 Lage                  | 18. Jahrhundert                 | barockes Gewände, 18. Jahrhundert, klassizistisches Türblatt wohl um 1800 | Fotos hochladen                |
| Spolien                                    | Großwinternheim, Guldengasse, an Nr. 1 Lage                   | 17. und 18. Jahrhundert         | barocker Türsturz, bezeichnet 1721; Renaissance-Reliefstein (Fragment), um 1600 (?) | Fotos hochladen                |
| Wohnhaus                                   | Großwinternheim, Guldengasse 7 Lage                           | 1724                            | Barockbau, 1724 (im Kern älter), spätgotischer Treppenturm, Veränderungen im 19. und 20. Jahrhundert | Fotos hochladen                |
| Weingut                                    | Großwinternheim, Obentrautstraße 3 Lage                       | 16. bis 19. Jahrhundert         | ehemaliger Adelshof; Hofanlage, 16. bis 19. Jahrhundert; Renaissancebau vom Ende des 16. Jahrhunderts, ehemalige Zehntscheune mit Wellengiebel, wohl aus dem späteren 16. Jahrhundert, Gewölbestall bezeichnet 1861; beim Hochgarten Teilstück der spätmittelalterlichen Ortsbefestigung, Bruchsteinmauer | weitere Bilder Fotos hochladen |
| Spolie                                     | Großwinternheim, Obentrautstraße, an Nr. 6 Lage               | 1876                            | Inschriftstein, bezeichnet 1876 | Fotos hochladen                |
| Adelshof                                   | Großwinternheim, Obentrautstraße 10 Lage                      | 16. bis 19. Jahrhundert         | ehemaliger Adelshof der Freiherren von und zu Erthal; Walmdachbau, 16. bis 19. Jahrhundert; Renaissance-Torbogen mit Wappenstein, bezeichnet 1574 | Fotos hochladen                |
| Turnhalle                                  | Großwinternheim, Obentrautstraße 42 Lage                      | 1893                            | gründerzeitlicher Klinkerbau, bezeichnet 1893 | weitere Bilder Fotos hochladen |
| Kriegerdenkmal                             | Großwinternheim, Oberhofstraße Lage                           | 1875                            | Kriegerdenkmal 1870/71, Platzanlage mit Germania, bezeichnet 1875 | weitere Bilder Fotos hochladen |
| Scheune                                    | Großwinternheim, Oberhofstraße, zu Nr. 2 Lage                 |                                 | barocke Scheune, ursprünglich zu Nr. 4 gehörig | Fotos hochladen                |
| Hof Wallbrunn                              | Großwinternheim, Oberhofstraße 4 Lage                         | 1788                            | schlossartiger spätbarocker Mansardwalmdachbau in Gartenanlage, 1788, Wappenstein bezeichnet 1539 (1559?) | Fotos hochladen                |
| Hofanlage                                  | Großwinternheim, Oberhofstraße 6 Lage                         | 16. bis 19. Jahrhundert         | Hofanlage, 16. bis 19. Jahrhundert; stattliches Wohnhaus, wohl von 1562/63 (datiert) und 1586 (datiert), spätgotischer Schildgiebel zum Nachbarhaus, teilweise Fachwerk, verputzt, Bruchstein-Scheune aus der zweiten Hälfte des 19. Jahrhunderts; straßenbildprägend | weitere Bilder Fotos hochladen |
| Wohnhaus                                   | Großwinternheim, Oberhofstraße 13 Lage                        | 17. Jahrhundert                 | barockes, im Kern eventuell spätmittelalterliches Wohnhaus, Fachwerk aus dem 17. Jahrhundert | Fotos hochladen                |
| Toranlage                                  | Großwinternheim, Oberhofstraße, zu Nr. 19 Lage                | 18. Jahrhundert                 | spätgotische Toranlage des Pfarrhofs (?), wohl aus dem 16. Jahrhundert; barocke Ökonomie, 18. Jahrhundert, abgebrochen | Fotos hochladen                |
| Gemeindebullenstall                        | Großwinternheim, Oberhofstraße 20 Lage                        | 1899                            | Kalkbruchsteinfassade, bezeichnet 1899 | Fotos hochladen                |
| Katholische Kirche St. Johannes Evangelist | Großwinternheim, Oberhofstraße 21 Lage                        | 1764                            | romanischer Turm mit Renaissanceportal, bezeichnet 1662; spätbarocker Saalbau, bezeichnet 1764; ortsbildprägend | weitere Bilder Fotos hochladen |
| Feuerwehrhaus                              | Großwinternheim, Oberhofstraße 23 Lage                        | 1740–47                         | ehemalige evangelische Pfarrkirche; barocker Saalbau, 1740–47; mit Teilen der gotischen St. Michaelskapelle, 1888 profaniert | weitere Bilder Fotos hochladen |
| Selztaldom                                 | Großwinternheim, Schwabenheimer Straße 26 Lage                | 1887/88                         | evangelische Pfarrkirche; neuromanischer Bruchsteinbau, 1887/88, Architekt Heinrich von Schmidt, München, Bauskulptur Anton Scholl, Mainz; orts- und landschaftsbildprägend | weitere Bilder Fotos hochladen |
| Hofanlage                                  | Großwinternheim, Wallbrunnstraße 1 Lage                       | um 1800                         | Hofanlage; Krüppelwalmdachbau, um 1800 | Fotos hochladen                |
| Umspannturm                                | Großwinternheim, nördlich von Großwinternheim; Flur Haun Lage | Mitte der 1920er Jahre          | Putzbau mit Pyramidenhelm, Mitte der 1920er Jahre | weitere Bilder Fotos hochladen |

## Heidesheim am Rhein

### Denkmalzonen
| Bezeichnung                       | Lage                                                     | Baujahr                               | Beschreibung | Bild                           |
| --------------------------------- | -------------------------------------------------------- | ------------------------------------- | --- | ------------------------------ |
| Denkmalzone Jüdischer Friedhof    | Am Judenfriedhof Lage                                    | 1882                                  | 1882 angelegt; elf Grabmäler von 1885 bis 1935 | weitere Bilder Fotos hochladen |
| Denkmalzone Burg Windeck          | Bahnhofstraße 18 Lage                                    | um 1209                               | um 1209 von Herdegen von Winternheim erbaute Wasserburg; im Kern spätromanischer Wohnturm (Dachwerk datiert um 1703), herrschaftlicher Wohnbau um 1627/28 mit neugotischen Veränderungen ab 1860 | weitere Bilder Fotos hochladen |
| Denkmalzone Provinzialsiechenheim | Binger Straße 46a Lage                                   | 1889–1901                             | ehemaliges Provinzialsiechenheim; spätgründerzeitliche Klinkerbauten in parkartiger Anlage, 1889–93/1901, Architekt Franz Josef Usinger, Mainz; Küchenbau mit Uhrturm, Männer- und Frauenhaus mit Walmdächern, anspruchsvolle dreigeschossige Direktorenvilla von 1900/01, Simultankapelle um 1893 | weitere Bilder Fotos hochladen |
| Denkmalzone Schlossmühle          | Grabenstraße 46 Lage                                     | vor 1677                              | vor 1677 umfriedetes herrschaftliches Anwesen; Renaissancebau mit Treppenturm ab 1920 umgebaut; ehemalige Untere Schlossmühle, Bruchsteinbau aus der Mitte des 19. Jahrhunderts; weitläufiges, teilweise terrassiertes Gelände mit Mühlgraben von Ringmauer mit spätgotischem Torbogen umschlossen | Fotos hochladen                |
| Denkmalzone Sandhof               | Sandhof 1/3/7 Lage                                       | 18. und 19. Jahrhundert               | weitläufiges Gelände des ehemaligen Wirtschaftshofs des Klosters Eberbach umgeben von teilweise noch mittelalterlicher Ringmauer, gegründet zwischen 1163 und 1178; herrenhausartiges barockes Wohnhaus, im Kern älter (?); ehemalige Zehntscheune, spätbarocker Krüppelwalmdachbau, 1808 zur Mühle umgebaut; Backhaus und Kelterhaus | Fotos hochladen                |
| Denkmalzone Königsklinger Aue     | nordöstlich des Ortes, Rheininsel Königsklinger Aue Lage | spätes 19. und frühes 20. Jahrhundert | hochrangige späthistoristische Anlage mit schlossartiger neubarocker Mansardwalmdach-Villa, 1904–09, Architekt Wilhelm Kreis, Düsseldorf, Ausstattung; Landschaftsgarten, „Pförtnerhaus“ 1912, ehemaliges Gesindehaus 1910, „Puppenhaus“ 1911; Ökonomie bezeichnet 1872; Belvedere; Mausoleum um 1910 | weitere Bilder Fotos hochladen |
| Denkmalzone Sandmühlen            | südöstlich des Ortes; Sandmühle 71, 73, 75, 77a–e Lage   | 19. Jahrhundert                       | intakt bewahrter Abschnitt der Mühlenlandschaft am Sandbach einschließlich der beiden Quellen (karolingische (?) Fassung) - Nr. 71/73: Donnermühle; Nr. 71, Hofanlage aus der zweiten Hälfte des 19. Jahrhunderts: Nr. 73, Einfirstanlage bezeichnet 1909 - Nr. 75: Untere Sandmühle, Vierseithof, im Wesentlichen aus dem 19. Jahrhundert - Nr. 77a: Obere Sandmühle, neunachsiger Krüppelwalmdachbau, im Kern wohl vom Anfang des 19. Jahrhunderts | weitere Bilder Fotos hochladen |

### Einzeldenkmäler
| Bezeichnung                                   | Lage                                                                  | Baujahr                            | Beschreibung | Bild                           |
| --------------------------------------------- | --------------------------------------------------------------------- | ---------------------------------- | --- | ------------------------------ |
| Waldecksche Mühle                             | Am Pfingstborn 7 Lage                                                 | zweite Hälfte des 19. Jahrhunderts | ehemalige Praumenmühle; Dreiflügelanlage; Bruchsteinbauten, zweite Hälfte des 19. Jahrhunderts | Fotos hochladen                |
| Rathaus                                       | Binger Straße 2 Lage                                                  | 1857                               | spätklassizistischer Bruchsteinbau, bezeichnet 1857 | Fotos hochladen                |
| Haus Dillmann                                 | Binger Straße 5 Lage                                                  | 1736                               | ehemaliges Gasthaus „Zum gold’nen Lamm“; barocker Mansarddachbau, bezeichnet 1736; straßenbildprägend | Fotos hochladen                |
| Grabmäler                                     | Moselstraße, auf dem christlichen Friedhof Lage                       | ab 1860                            | auf dem um 1860 angelegten, teilweise noch original eingefassten Friedhof Grabmäler seit 1860, darunter zahlreiche Grabkreuze: - Grabmal J. Arnold († 1865), spätklassizistisch - Grabmal Familie Spang-Sieben, neugotisch - Grabmal A. M. Kirsch und Familie Weidmann († 1876), Gusseisenkreuz - Grabmal Familie K. J. Bieger II (um 1910), Gusseisenkreuz - Grabstätte Krebs: C. Krebs († 1872), gotisierende Stele; J. Berg († 1872), Pfeiler; O. W. Krebs († 1890), Granitstele; W. O. Krebs († 1857), Säule; O. Krebs († 1915), Stele, Einfriedung; F. W. O. Krebs († 1840), klassizistische Stele; Eheleute O. E. Krebs († 1910), Stele, Einfriedung | weitere Bilder Fotos hochladen |
| Katholisches Pfarrhaus                        | Pfarrstraße 1 Lage                                                    | 1712                               | im Kern barocker Krüppelwalmdachbau, teilweise Fachwerk, bezeichnet 1712, Veränderungen 1909, Architekt Ludwig Becker, Mainz; ortsbildprägend | Fotos hochladen                |
| Katholische Pfarrkirche St. Philipp und Jakob | Römerstraße 4 Lage                                                    | ab 1300                            | spätbarocker Saalbau, 1791/92, 1803–11, Architekt Jakob Joseph Schneider, Mainz; gotischer Turm, um 1300, um 1480 erhöht, Erweiterung 1960/61 | Fotos hochladen                |
| Kriegerdenkmal und Kreuzigungsgruppe          | Römerstraße, bei Nr. 4 Lage                                           | 19. und 20. Jahrhundert            | an der Kirche Kriegerdenkmal 1914/18, Soldat, bezeichnet 1934; Kreuzigungsgruppe bezeichnet 1823 | weitere Bilder Fotos hochladen |
| Zehnthof                                      | Schäferstraße 1, Josef-Kehrein-Straße 20 Lage                         | 1719                               | ehemaliger Zehnthof des Mainzer Altmünsterklosters; barocker Walmdachbau, bezeichnet 1719, eingeschossiger Anbau; straßenbildprägend | weitere Bilder Fotos hochladen |
| Markthalle                                    | Schulstraße 11 Lage                                                   | 1920/21                            | ehemalige Markthalle; basilikaler neuklassizistischer Kalkbruchsteinbau, 1920/21, Architekt Friedrich Dietz, Nieder-Ingelheim, Erweiterung 1928 | Fotos hochladen                |
| Spolie                                        | Uferstraße, an Nr. 2 Lage                                             |                                    | römisches Sandsteinrelief | Fotos hochladen                |
| Katholische St. Georgskapelle                 | nördlich des Ortes; Flur Im Georgenflur Lage                          | um 700                             | Saalbau, im Kern um 700, mit römischen Mauerresten, Veränderungen im 10. Jahrhundert, um 1300 und im 15. Jahrhundert | weitere Bilder Fotos hochladen |
| Wohnhaus                                      | nördlich des Ortes; Nonnenaue 3 Lage                                  | 18. Jahrhundert                    | barockes Fachwerkhaus, teilweise massiv, 18. Jahrhundert, nachbarocker Anbau um 1810, Bruchsteinstall im Kern aus dem 19. Jahrhundert | Fotos hochladen                |
| Wasserbehälter                                | südlich des Ortes; Flur Im Kratzborn Lage                             | 1904                               | Bossenquadertypenbau im „Burgenstil“, 1904 | weitere Bilder Fotos hochladen |
| Karlsquelle                                   | südöstlich des Ortes, bei der Oberen Sandmühle; Flur Oberm Orbel Lage | 8. oder 9. Jahrhundert             | karolingische (?) Brunnenkammer, 8. oder 9. Jahrhundert | Fotos hochladen                |

## Nieder-Ingelheim

### Denkmalzonen
| Bezeichnung                       | Lage                                          | Baujahr   | Beschreibung | Bild                           |
| --------------------------------- | --------------------------------------------- | --------- | --- | ------------------------------ |
| Denkmalzone Christlicher Friedhof | Nieder-Ingelheim, Georg-Scheuing-Straße Lage  | um 1836   | ausgedehnte Anlage mit rechtwinkligem Wegenetz, um 1836 eröffnet, mehrfach nach Osten (um 1910) und Westen (nach 1950) erweitert, älterer Teil von Bruchsteinmauer umfasst; darin: - eingeschossiges, historisierend gegliedertes Friedhofswärterhaus, Ende des 19. Jahrhunderts (Nr. 3) - im Osten anspruchsvolle Friedhofshalle, verputzter kubischer Ziegelbau, Mansardwalmdach, neuklassizistisch geprägter Jugendstil, 1910, Architekt August Buxbaum, Darmstadt - Friedhofskreuz, zweite Hälfte des 19. Jahrhunderts, großer Sandsteinkorpus, Sockel mit Giebeln in gotisierenden Formen, teilweise ergänzt - vor der Friedhofsmauer Kriegerdenkmal 1870/71, letztes Viertel des 19. Jahrhunderts, hoher, sich verjüngender Rotsandsteinpfeiler mit großer Viktoria-Figur, spätklassizistische Formen, Inschrift, Felssockel herausragende Grabmäler: - Grabmal Familie von Erlanger-Bernus, um 1900/10: mächtiges, hochgesockeltes Kreuz aus poliertem schwarzem Marmor, Inschrifttafel und Wappen in Bronze, Grabplatten mit Bronzeabdeckung u. a. für Dr. Wilhelm Freiherr von Erlanger († 1909) - Grabmal Familien de Roock, van Krieken und Emmerling: repräsentative Anlage, in der Mitte über Felssockel Obelisk für Albertus Gerrit de Roock († 1857), um diesen gruppiert segmentbogige Marmorstelen, u. a. für Albertus Theodorus van Krieken († 1874) und Hubertus van Krieken († 1880), schmiedeeiserne Umzäunung, die Pfosten in Obeliskenform - Grabmal Gustav Johann Freiherr von Mengden († 1856): ansehnliche spätklassizistische Rotsandsteinstele mit Segmentgiebel | weitere Bilder Fotos hochladen |
| Denkmalzone Königspfalz           | Nieder-Ingelheim, Im Saal Lage                | nach 774  | nach spätantikem Vorbild angelegte, nach 774 von Karl dem Großen gegründete Pfalz, erster Ausbau mit Saalkirche im 10. Jahrhundert, um 1160 Wiederherstellung, Erweiterung und Ummauerung durch Friedrich I., seit dem 14. Jahrhundert Besiedlung; archäologische Grabungen 1909–14, 1960–70 und ab 1993; karolingische Fundamente, vor allem Aula regia, „Heidesheimer Tor“ um 800, „Saalbrunnen“, „Karlsbad“; umfangreiche Reste der Ringmauer, wohl um 1160, sogenanntes Kelterhaus mit romanischen Teilen, Warmluftheizung um 1200; ein- bis zweigeschossige Wohnhäuser im Wesentlichen des 18. und 19. Jahrhunderts, zahlreiche mittelalterliche Gewölbekeller | weitere Bilder Fotos hochladen |
| Denkmalzone Jüdischer Friedhof    | Nieder-Ingelheim, Karolingerstraße Lage       | nach 1700 | wohl nicht vor 1700 angelegt, 1769 erstmals schriftlich erwähnt; sehr langes und schmales Areal, bis 1888 belegt; 23 großteils verwitterte Grabstelen aus Sandstein, in der Regel mit geschweiftem oder halbkreisförmigem Abschluss, hebräische Inschriften, die älteste Grabstele von 1761, überwiegend aus dem 19. Jahrhundert | weitere Bilder Fotos hochladen |
| Denkmalzone Villa Padjarkan       | Nieder-Ingelheim, An der Saalmühle 13/15 Lage | um 1810   | um Ehrenhof gruppierte klassizistische Dreiflügelanlage, um 1810, Erweiterung 1841, späthistoristische Erweiterung 1891–93 durch Architekt Ludwig Becker und Bildhauer Anton Scholl, Mainz; englischer Landschaftsgarten um 1860/70 durch Gebrüder Siesmayer, Bockenheim bei Frankfurt, mit späthistoristischen Klinkerbauten, um 1891, Einfriedung einschließlich Weinberg; ehemaliges „Wohnhaus für Diener“, um 1897, Architekt Johann Hilgert I. (An der Saalmühle 1) | weitere Bilder Fotos hochladen |

### Einzeldenkmäler
| Bezeichnung                                        | Lage | Baujahr                            | Beschreibung | Bild                           |
| -------------------------------------------------- | --- | ---------------------------------- | --- | ------------------------------ |
| Katholische Pfarrkirche St. Remigius               | Nieder-Ingelheim, Belzerstraße 5 Lage                                                                            | Ende des 12. Jahrhunderts          | romanischer Turm, wohl vom Ende des 12. Jahrhunderts und um 1230; barocker Saalbau, bezeichnet 1739, Architekt wohl Kaspar Valerius, Heidelberg; auf dem alten Kirchhof barocke Kreuzigungsgruppe, Priestergrabsteine aus der Mitte des 19. Jahrhunderts                                           | weitere Bilder Fotos hochladen |
| Katholischer Pfarrhof                              | Nieder-Ingelheim, Belzerstraße 8 Lage                                                                            | 1759                               | spätbarocker Krüppelwalmdachbau, bezeichnet 1759, Torbogen bezeichnet 1675, Scheune bezeichnet 1762 | Fotos hochladen                |
| Jägerhof                                           | Nieder-Ingelheim, Belzerstraße 9 Lage                                                                            | 1938                               | schlossartige Neubarock-Villa, 1938, Architekt Paul Darius (1893–1962), Stuttgart, Landschaftsgarten | weitere Bilder Fotos hochladen |
| Markthalle                                         | Nieder-Ingelheim, Binger Straße 9 Lage                                                                           | 1909                               | barockisierender Jugendstilbau, bezeichnet 1909, Erweiterung bezeichnet 1912 | Fotos hochladen                |
| Kellerei der Winzergenossenschaft Nieder-Ingelheim | Nieder-Ingelheim, Binger Straße 16 Lage                                                                          | 1904                               | ehemalige Kellerei der Winzergenossenschaft Nieder-Ingelheim (Weingut mit Gastronomie); Hausteinbauten, eingeschossige Kelterhalle und Treppengiebelbau, bezeichnet 1904, Architekt Wilhelm Kahm, Eltville                                                                                         | Fotos hochladen                |
| Gründervilla Boehringer                            | Nieder-Ingelheim, Binger Straße 162 Lage                                                                         | 1893                               | späthistoristischer Backsteinbau, 1893, Erweiterung 1905–12, Architekt Heinrich Hintze, Wiesbaden; qualitätvolle Innenausstattung; Garten mit altem Baumbestand | weitere Bilder Fotos hochladen |
| Roter Turm                                         | Nieder-Ingelheim, Binger Straße 198 Lage                                                                         | 1925                               | Umspannturm mit Transformatorenstation; Putzbau mit Pyramidenhelm, 1925, Architekt Philipp Starck, Ober-Ingelheim | Fotos hochladen                |
| Kriegerdenkmal                                     | Nieder-Ingelheim, Binger Straße, Kommerzienrat-Albert-Boehringer-Anlage Lage                                     | 1925                               | Kriegerdenkmal 1914/18, expressionistisch geprägtes Hexagon mit Pyramidendach, Figurengruppe, 1925 | weitere Bilder Fotos hochladen |
| Marktbrunnen                                       | Nieder-Ingelheim, François-Lachenal-Platz Lage                                                                   | 1811                               | klassizistischer Laufbrunnen, 1811 | Fotos hochladen                |
| Altes Rathaus                                      | Nieder-Ingelheim, Francois-Lachenal-Platz 1 Lage                                                                 | 1859–62                            | jetzt Museum; Kalksteinquaderbau im Rundbogenstil, 1859–62, Architekt Eduard Köhler, Bingen; platzbildprägend | weitere Bilder Fotos hochladen |
| Spolie                                             | Nieder-Ingelheim, Francois-Lachenal-Platz, an Nr. 6 Lage                                                         | 12. Jahrhundert                    | romanischer Werkstein, 12. Jahrhundert (?) | Fotos hochladen                |
| Schulhaus                                          | Nieder-Ingelheim, Francois-Lachenal-Platz 7 Lage                                                                 | 1828                               | ehemaliges evangelisches Schulhaus; klassizistischer Quaderbau, bezeichnet 1828 | Fotos hochladen                |
| Haustür                                            | Nieder-Ingelheim, Im Saal, an Nr. 6 Lage                                                                         | 18. Jahrhundert                    | barockes Gewände, 18. Jahrhundert, klassizistisches Türblatt | Fotos hochladen                |
| Saalkirche                                         | Nieder-Ingelheim, Karolingerstraße ohne Nummer Lage                                                              | zwischen 950 und 997               | evangelische Pfarrkirche, ehemalige Pfalzkapelle; kreuzförmiger Saalbau, im Wesentlichen ottonisch, wohl zwischen 950 und 997, um 1160 erneuert; nach mehrmaligen Beschädigungen und Erneuerung 1963/64 auf ursprüngliche Dimensionen zurückgeführt; neuromanischer Turm, 1861; hohe Kirchhofmauer | weitere Bilder Fotos hochladen |
| Gasthaus                                           | Nieder-Ingelheim, Mainzer Straße 40 Lage                                                                         | um 1871                            | ehemaliges Gasthaus „Zur Krone“; spätklassizistischer Bruchsteinbau, um 1871 | Fotos hochladen                |
| Gasthaus                                           | Nieder-Ingelheim, Mainzer Straße 60 Lage                                                                         | 18. Jahrhundert                    | ehemaliges Gasthaus „Zum goldenen Hirsch“; spätbarocker Mansardwalmdachbau, 18. Jahrhundert | Fotos hochladen                |
| Haustür und Spolie                                 | Nieder-Ingelheim, Mainzer Straße, an Nr. 67 Lage                                                                 | frühes 19. Jahrhundert             | Haustür, klassizistisches Türblatt, frühes 19. Jahrhundert; skulptierter Wappenstein der Villanova | weitere Bilder Fotos hochladen |
| Pestalozzischule                                   | Nieder-Ingelheim, Mainzer Straße 68 Lage                                                                         | 1880 bis 1913                      | dreiteilige Baugruppe, 1880 bis 1913; spätklassizistischer Kalkbruchsteinbau, 1880, Aufstockung 1903; neuklassizistischer Walmdachbau und Turnhalle, bezeichnet 1912/13, Architekt Hans Baptist Becker, Darmstadt; Zwischenbau mit Vorhalle; Toiletten-Pavillons                                   | Fotos hochladen                |
| Evangelisches Pfarrhaus                            | Nieder-Ingelheim, Mainzer Straße 70b Lage                                                                        | 1900/01                            | späthistoristischer Repräsentativbau, 1900/01, Architekt Paul Lucius, Bingen | Fotos hochladen                |
| Hofanlage                                          | Nieder-Ingelheim, Mainzer Straße 94 Lage                                                                         | 19. Jahrhundert                    | Vierseithof, im Kern aus dem 19. Jahrhundert; zwölfachsiges spätbarockes Wohnhaus, wohl aus der Mitte des 18. Jahrhunderts; straßenbildprägend | Fotos hochladen                |
| Wohnhaus                                           | Nieder-Ingelheim, Natalie-von-Harder-Straße 1 Lage                                                               | zweite Hälfte des 18. Jahrhunderts | eingeschossiger barocker Mansardwalmdachbau, wohl aus der zweiten Hälfte des 18. Jahrhunderts | Fotos hochladen                |
| Umspannturm                                        | Nieder-Ingelheim, Sternbornstraße 23 Lage                                                                        | Mitte der 1920er Jahre             | Putzbau mit Pyramidenhelm, Mitte der 1920er Jahre, Architekt wohl Philipp Starck, Ober-Ingelheim | Fotos hochladen                |
| Portal                                             | Nieder-Ingelheim, Zuckerberg, an Nr. 26 Lage                                                                     | 1612                               | Portalgewände, Renaissance, bezeichnet 1612 | Fotos hochladen                |
| Rheinklause                                        | Nieder-Ingelheim, Alter Sand 3; nördlich des Ortes am Rhein bei Flusskilometer 516.6 Lage                        | 1893                               | neuromanischer Basaltquaderbau, bezeichnet 1893, Architekt wohl Ludwig Becker, Mainz | Fotos hochladen                |
| Pumpwerk                                           | Nieder-Ingelheim, nördlich des Ortes; Badweg 31 Lage                                                             | 1905–06                            | anspruchsvolle Baugruppe im Jugendstil, bezeichnet 1905–06, Architekt Wilhelm Lenz, Mainz | weitere Bilder Fotos hochladen |
| Wasserleitung                                      | Nieder-Ingelheim, nordöstlich des Ortes an der Gemarkungsgrenze mit Heidesheim am Rhein; Flur Oberer Keller Lage | zwischen 780 und 900               | karolingischer Gewölbekanal, zwischen circa 780 und 900 angelegt zur Versorgung der Königspfalz | Fotos hochladen                |
| Ruhe                                               | Nieder-Ingelheim, östlich des Ortes; Flur Heidesheimer Weg Lage                                                  | frühes 19. Jahrhundert             | zweiteilige Sandsteinbank, wohl aus dem frühen 19. Jahrhundert | Fotos hochladen                |
| Straßendenkmal                                     | Nieder-Ingelheim, östlich des Ortes; gegenüber Mainzer Straße 255 Lage                                           | 1807                               | stattlicher Sandsteinobelisk zur Erinnerung an den Bau der „Route de Charlemagne“, 1807 | Fotos hochladen                |
| Haxthäuserhof                                      | Nieder-Ingelheim, südöstlich der Ortslage auf der Hochfläche des Mainzer Berges; Flur Am Hof Lage                |                                    | in Bruchsteinscheune und Stall der Hofanlage, die anstelle des romanischen Klosters Ingelheimerhausen steht, Pfeiler, Spolien und karolingischer Kämpfer der ehemaligen Klosterkirche | weitere Bilder Fotos hochladen |
| Brunnenhaus                                        | Nieder-Ingelheim, südöstlich der Ortslage und nördlich des Haxthäuserhofes; Flur Am Hof Lage                     | 18. Jahrhundert                    | barocker Walmdachbau, 18. Jahrhundert | weitere Bilder Fotos hochladen |
| Monolith                                           | Nieder-Ingelheim, südöstlich der Ortslage an der Hofeinfahrt des Haxthäuserhofes; Flur Am Hof Lage               |                                    | wohl jungsteinzeitlicher Menhir | weitere Bilder Fotos hochladen |

## Ober-Ingelheim

### Denkmalzonen
| Bezeichnung                                    | Lage | Baujahr                           | Beschreibung | Bild                           |
| ---------------------------------------------- | --- | --------------------------------- | --- | ------------------------------ |
| Denkmalzone Altegasse 58                       | Ober-Ingelheim, Altegasse 58 Lage                                                                        | frühes 18. Jahrhundert            | Dreiseithof; barockes Fachwerkhaus, teilweise massiv, wohl aus dem frühen 18. Jahrhundert; rückwärtig am Keller Spolie, bezeichnet 1615; straßenbildprägend; bauliche Gesamtanlage | Fotos hochladen                |
| Denkmalzone Alter Jüdischer Friedhof           | Ober-Ingelheim, Hugo-Loersch-Straße Lage                                                                 | 1836                              | 1836 angelegtes Rechteckareal, 1876 ummauert; 143 Grabsteine von 1841 bis 1938; Gräber mit Giebelverdachung, Urnenbekrönung und Levitenhände: Jacob Kahn (gestorben 1858), Adolf Hirsch (gestorben 1878), Moses Hirsch (gestorben 1880), Adelheid Moreau geborene Vogel (gestorben 1872), Markus Mayer II (gestorben 1895); Sigmund Nathan (gestorben 1890): wuchtiger Obelisk aus schwarzem Granit, Grabeinfassung; Heinrich Koch (gestorben 1912): Stele mit Jugendstilornamentik | weitere Bilder Fotos hochladen |
| Denkmalzone An der Burgkirche                  | Ober-Ingelheim, An der Burgkirche 1–13 (alle Nummern), Grabengasse 1 Lage                                | 15. bis 19. Jahrhundert           | stimmungsvolles Straßenbild mit überwiegend traufständigen Bauten von der Gotik über den Barock bis zum 19. Jahrhundert, darunter das wohl älteste Fachwerkhaus des Orts (ehemaliges Gasthaus „Zum Schwanen“, 15. Jahrhundert) | weitere Bilder Fotos hochladen |
| Denkmalzone Bodepark                           | Ober-Ingelheim, Stiegelgasse 65 Lage                                                                     | um 1837                           | repräsentative Hofanlage mit villenartigem Walmdachbau, um 1837, Wintergarten, 1885, mit Ausstattung, Kelterhaus, Kutscherhaus, Scheune mit Pferdestall, Hofmauer mit Tor; weitläufiger Park, 1911 umgestaltet, mit Bepflanzung, Wegeführung und Kunstbauten des ursprünglichen englischen Landschaftsgartens von etwa 1840 | Fotos hochladen                |
| Denkmalzone Burgkirchenbefestigung             | Ober-Ingelheim, An der Burgkirche 15, 17, 20 Lage                                                        | ab 1103                           | eine der besterhaltenen Kirchenbefestigungen im süd- und westdeutschen Raum mit spätmittelalterlicher Burgkirchenbefestigung (15. Jahrhundert), evangelischer Pfarrkirche („Burgkirche“), um 1404 bis 1434 mit Turm von 1103 und Ausstattung; Friedhof mit - spätgotischen Grabplatten: J. von Geispitzheim (1354), J. Erpp (1501), Frau von Löwenstein (1513), Wolf vom Limpurg (1515), A. Waldbott von Bassenheim (1596), Epitaph von A. M. Alsenz (1786) - spätklassizistischen Grabmälern: C. E. Wolf (1837), J. E. Falk (1841), Dr. F. L. Gieswein (1839), H. Scheuermann (1851), J. Bastian (1864), Dr. J. Busch (1866), Kolb (1860), Ph. W. Odernheimer (1866), C. L. Fritschler (1875), J. Mueller (1870), Martin Mohr (1788–1865) - gründerzeitlichen Grabmälern: F. B. Weitzel (1871), A. W. Hof (1876), J. J. Hof (1876), H. Freund (1876), F.-J. Biebesheimer (1885), J. L. Gräff (1885), W. Zerban (1890), J. Kaibel (1891), Ph. und R. Ludwig (1885 bzw. 1911), H. Maurer (1891), F. Alenz (1902), A. und S. Frank (1920er Jahre) - Kriegerdenkmal 1914/18 der späten 1920er Jahre und Kriegerdenkmal 1870/71 - barockem Küsterhaus von 1787 | weitere Bilder Fotos hochladen |
| Denkmalzone Neuer Jüdischer Friedhof           | Ober-Ingelheim, Rotweinstraße Lage                                                                       | 1932                              | 1932 inmitten der nördlichen Erweiterungen des christlichen Friedhofs angelegt; 13 Grabsteine von 1932 bis 1941; schlichte Stelen aus schwarzem, poliertem Granit, originale Grabeinfassungen erhalten | weitere Bilder Fotos hochladen |
| Denkmalzone Ortsbefestigung                    | Ober-Ingelheim                                                                                           | erste Hälfte des 15. Jahrhunderts | ansehnliche Reste der ehemals tor- und turmbewehrten, bis zur ersten Hälfte des 15. Jahrhunderts angelegten Befestigung mit Wall und Graben; am besten erhalten der Ostabschnitt zwischen Rinderbachstraße und Burgkirche mit Mauer und vorgelagertem Wall und Graben; Mauerabschnitte und Wehrtürme (Rundtürme mit Kegeldach oder Zinnenkranz, halbrunde Schalentürme) einschließlich der spätgotischen Burgkirche mit Tor, zwei Türmen, Ringmauer und Zwinger (15. Jahrhundert); bauliche Gesamtanlage | weitere Bilder Fotos hochladen |
| Denkmalzone Rinderbachstraße                   | Ober-Ingelheim, Rinderbachstraße 16, 18, 28–38 (gerade Nummern), 15–19 und 23–31 (ungerade Nummern) Lage | 17. bis 19. Jahrhundert           | geschlossene Baustruktur mit wechselnd trauf- und giebelständigen, meist bäuerlichen Wohnhäusern des 17. bis 19. Jahrhunderts | weitere Bilder Fotos hochladen |
| Denkmalzone Eulenmühle                         | Ober-Ingelheim, südlich des Ortes am rechten Ufer der Selz; An der Eulenmühle 1 Lage                     | 18. und 19. Jahrhundert           | geschlossene Hofanlage des 18. und 19. Jahrhunderts, oberhalb der zugehörigen Weiden zwei in den Hang gebaute Keller, 18. und 19. Jahrhundert | weitere Bilder Fotos hochladen |
| Denkmalzone Gestüt Westerberg                  | Ober-Ingelheim, südwestlich des Ortes auf der Hochfläche des Westerberges Lage                           | 1912                              | 1912 gegründet; durch parkartige Freiflächen, Koppeln und Reitplätze mit altem Baumbestand aufgelockerte herrschaftliche neubarocke Baugruppe, im Wesentlichen zwischen 1920 und dem Anfang der 1930er Jahre | Fotos hochladen                |
| Denkmalzone Griesmühle                         | Ober-Ingelheim, nordwestlich des Ortes am linken Selzufer; An der Griesmühle 41 Lage                     | 16. bis 19. Jahrhundert           | mehrflügelige Hofanlage mit Mühle-Wohnhaus in spätgotischer Tradition, sehr seltener Repräsentant des einst häufigeren Typs, 16. bis 19. Jahrhundert | weitere Bilder Fotos hochladen |
| Denkmalzone Jüdischer Friedhof Großwinternheim | Ober-Ingelheim, südlich des Ortes links der Selz; Flur Ober dem Rheinweg Lage                            | 1752                              | langgezogenes, terrassiertes Areal, 1752 angelegt; 44 Grabmäler, überwiegend aus dem 19. Jahrhundert | weitere Bilder Fotos hochladen |
| Denkmalzone Schloss Westerhaus                 | Ober-Ingelheim, südwestlich des Ortes am Hang des Westerberges Lage                                      | 1922–27                           | 1190 erwähnt, seit 1900 in Privatbesitz und zum Mustergut ausgebaut, größtes Weingut Rheinhessens; zweiteilige Anlage (Schlosshof, Wirtschaftshof) im Erscheinungsbild des Um- und Ausbaus von 1922–27; schlossartiger Mansardwalmdachbau, 1920er Jahre, im Kern evtl. älter; terrassierter Park mit Wasserbecken und Einfriedung; unter den Nebengebäuden Treppengiebelbau, im Kern wohl aus dem 16. oder 17. Jahrhundert, mit Treppenturm und Kelterhaus von 1922 sowie mächtige Scheune mit Mansarddach, 1920er Jahre | weitere Bilder Fotos hochladen |

### Einzeldenkmäler
| Bezeichnung                         | Lage                                                                             | Baujahr                                       | Beschreibung | Bild                           |
| ----------------------------------- | -------------------------------------------------------------------------------- | --------------------------------------------- | --- | ------------------------------ |
| Ortsmauer                           | Ober-Ingelheim, Altegasse, bei Nr. 38, Unterer Zwerchweg Lage                    | 15. Jahrhundert                               | Mauerabschnitt der Ortsbefestigung, 15. Jahrhundert | Fotos hochladen                |
| Himmelsmühle                        | Ober-Ingelheim, Altegasse 72 Lage                                                | 18. Jahrhundert                               | auch Nahm’sche Mühle; barocker Mansardwalmdachbau, teilweise Fachwerk, verputzt, 18. Jahrhundert; straßenbildprägend | Fotos hochladen                |
| Wohnhaus                            | Ober-Ingelheim, An der Burgkirche 1 Lage                                         | 1725                                          | barockes Wohnhaus, bezeichnet 1725 und 1755; Kellerabgang eines Wirtschaftsgebäudes bezeichnet 1570; straßenbildprägend | Fotos hochladen                |
| Wohn- und Geschäftshaus             | Ober-Ingelheim, An der Burgkirche 2 Lage                                         | 16. bis 19. Jahrhundert                       | zweiteilige Baugruppe, 16. bis 19. Jahrhundert; dreiachsiges Wohnhaus mit spätgotischem Schildgiebel, im Kern eventuell aus dem 16. Jahrhundert; barocker Krüppelwalmdachbau, bezeichnet 1738; platzbildprägend | Fotos hochladen                |
| Gasthaus „Zum Schwanen“             | Ober-Ingelheim, An der Burgkirche 4 Lage                                         | frühes 16. Jahrhundert                        | zweiteilige Baugruppe; älterer Flügel mit spätgotischem Fachwerk, wohl aus dem frühen 16. Jahrhundert, jüngerer Flügel mit Zierfachwerk, spätes 17. oder frühes 18. Jahrhundert, barockes Portal bezeichnet 1736; straßenbildprägend | Fotos hochladen                |
| Weingut                             | Ober-Ingelheim, An der Burgkirche 6/8 Lage                                       | 18. Jahrhundert                               | Weingut, zwei Wohnhäuser, 18. Jahrhundert; Nr. 6 teilweise Fachwerk, verputzt; Nr. 8 Zierfachwerk | Fotos hochladen                |
| Wohnhaus                            | Ober-Ingelheim, An der Burgkirche 10 Lage                                        | 1740                                          | repräsentativer Mansardwalmdachbau, bezeichnet 1740; straßenbildprägend | Fotos hochladen                |
| Geismarscher Hof                    | Ober-Ingelheim, An der Burgkirche 11 Lage                                        | 1619                                          | spätgotisches Treppengiebelhaus, bezeichnet 1619, im Kern älter; Umbau um 1900 | Fotos hochladen                |
| Haus zum Wolfstein                  | Ober-Ingelheim, An der Burgkirche 12 Lage                                        | um 1860                                       | Weingut; spätklassizistischer Bruchsteinbau, um 1860, Nebeneingang bezeichnet 1780, Scheunenkellerabgänge bezeichnet 1617 und 1860, Stalltür bezeichnet 1616 | Fotos hochladen                |
| Haus Burggarten                     | Ober-Ingelheim, An der Burgkirche 13 Lage                                        | 1882                                          | im Kern älteres Fachwerkhaus, teilweise massiv, Umbau 1882, Architekt Roos; anschließend gründerzeitliches Casino, Bruchsteinbau, bezeichnet 1882, Architekt Nicolaus Struth, Nieder-Ingelheim; Gesellschaftsgarten 1882, Pavillon 1920er Jahre; Renaissance-Hoftorbogen, 1612 | Fotos hochladen                |
| Wehrturm                            | Ober-Ingelheim, An der Burgkirche, hinter Nr. 13 Lage                            | 15. Jahrhundert                               | Wehrturm der Ortsbefestigung, Rundturm mit Zinnenkranz, 15. Jahrhundert | Fotos hochladen                |
| Burgkirche                          | Ober-Ingelheim, An der Burgkirche 17 Lage                                        | 1103                                          | evangelische Pfarrkirche, ehemals St. Wigbert; romanischer Turm mit gotischem Zinnenkranz, spätgotisches Langhaus und Chor 1400–15, Johann von Diepach; mit Ausstattung, insbesondere qualitätvollen Grabmälern | weitere Bilder Fotos hochladen |
| Friedhof                            | Ober-Ingelheim, An der Burgkirche, bei Nr. 17 Lage                               | ab dem 14. Jahrhundert                        | Der Friedhof um die Kirche zählt zu den größten und besterhaltenen in Rheinhessen. Wegenetz des 19. Jahrhunderts und alter Baumbestand wurden bewahrt, häufig sind noch die originalen, oft reichen Grabeinfriedungen vorhanden - am Westabschnitt der mittelalterlichen Kirchhofmauer dreiteilige Gruppe spitzbogiger Nischen mit Giebeln - auf der Ostseite jetzt in neuer Aufstellung mehrere spätgotische, teils stark abgearbeitete Grabplatten mit Umschrift und meist mit Wappen, darunter: Ritter Johannes von Geispitzheim († 1354), Magister Johannes Erpp († 1501), eine Frau von Löwenstein († 1513) und Pfarrer Wolf von Limpurg († 1515), beide mit Ganzbildnis der Verstorbenen, sowie Agnes Walbott von Bassenheim († 1596) - rechts des Kirchhoftors das spätbarocke Epitaph für Anna Maria Alsenz († 1768), bis auf die sehr ausführliche Inschrift stark verwittert - unter den spätklassizistischen Grabmälern bemerkenswert: - Grabmal Catharina Elisabetha Wolf, verehelichte Pauli († 1837): wuchtiger, übergiebelter Pfeiler - Grabmal Juliana Elisabetha Falk († 1841), mächtiger Säulenstumpf mit Draperie - Grabmal Dr. Friedrich Ludwig Gieswein († 1839): übergiebelte Stele - Grabmal Heinrich Scheuermann († 1851): feine Eckpilaster - Grabmal Jacob Bastian († 1864): efeuumrankte Säule - Grabmal Dr. J. Busch († 1866): gebrochene Grabsäule - ähnlich die Grabmäler Kolb (um 1860), Philipp Wilhelm Odernheimer († 1866) und Carl Ludwig Fritschler († 1875) - Grabmal Johannes Mueller († 1870): eingezäunte Doppelanlage mit giebelbekrönten Grabsteinen - Grabmal Martin Mohr (1788–1865): Bronzebüste über monumentalem Unterbau wohl des frühen 20. Jahrhunderts** - unter den gründerzeitlichen Steinen hervorzuheben: - Grabmal Friedrich Bernhard Weitzel († 1871): antikische Bekrönung - Grabmal Anna Wilhelmine Hof geborene Hartmann († 1876): reiche neugotische Stele - Grabmal J. Jacob Hof († 1876): identischer Typ - Grabmal Heinrich Freund († 1876): Sandsteinstele - Grabmal Franz-Joseph Biebesheimer († 1885): recht aufwendig, gotisierender Eisenzaun - Grabmal Johann Ludwig Gräff († 1885): üppige Akroter-Bekrönung - Grabmal Wendel Zerban († 1890): reich skulptiert - Grabmal Johanna Kaibel geborene Pauli († 1891): Aufsatz mit Blumenvase - Grabmal Philipp und Rudolf Ludwig († 1885 bzw. 1911), wuchtiger Granitobelisk - Grabmal Henriette Maurer geborene Ritter († 1891): kunstvoller schmiedeeiserner Gitterzaun - Grabmal Friedrich Alsenz († 1902): Kreuzbekrönung, schmuckvolle Einfriedung aus Eisen - Grabmal Aaron und Selma Frank (1920er Jahre): hohe, gebrochene ionische Sandsteinsäule - auf dem Vorplatz des Eingangs zum Kirchhof Kriegerdenkmal 1914/18, Pfeiler mit expressionistisch inspiriertem oberem Abschluss, späte 1920er Jahre - am Westrand des Beringes Kriegerdenkmal 1870/71 Obelisk mit Bronzefigur des Reichsadlers - am Westtor barockes Küsterhaus (An der Burgkirche 20), 1787 erstellt, wohl nach 1844 umgebaut - gegenüber die ehemalige evangelische Schule (An der Burgkirche 15), doppelgeschossiger Bruchsteinbau, 1859 | weitere Bilder Fotos hochladen |
| Turnhalle                           | Ober-Ingelheim, An der Burgkirche 24 Lage                                        | 1928                                          | eingeschossiger Bruchsteinbau mit Treppengiebeln, bezeichnet 1928 | Fotos hochladen                |
| Portal                              | Ober-Ingelheim, Aufhofstraße, an Nr. 5 Lage                                      | 1602                                          | Portal, Renaissance, bezeichnet 1602 | Fotos hochladen                |
| Wohnhaus                            | Ober-Ingelheim, Aufhofstraße 18 Lage                                             | 17. Jahrhundert                               | barockes Fachwerkhaus, teilweise massiv, verputzt, wohl aus dem 17. Jahrhundert | Fotos hochladen                |
| Türblatt                            | Ober-Ingelheim, Aufhofstraße, an Nr. 34 Lage                                     | um 1780                                       | Türblatt, frühklassizistisch, um 1780 | Fotos hochladen                |
| Villa Schneider                     | Ober-Ingelheim, Bahnhofstraße 58, Mühlstraße 19 Lage                             | 1879                                          | stattlicher historistischer Walmdachbau, bezeichnet 1879 und 1896, Stuckdekor wohl um 1907; Mühlstraße 19 ehemaliges Kutscherhaus 1908 | weitere Bilder Fotos hochladen |
| Weingut J. Neus                     | Ober-Ingelheim, Bahnhofstraße 96, Breitbachstraße 18, Mühlstraße 51 Lage         | 1883                                          | herrschaftliche Bruchstein-Villa, bezeichnet 1883, Architekt C. Richter, Mainz; Betriebsgebäude 1891–94, Architekt Georg Gerlinger, Mainz, Aufstockung und Erweiterung 1920/21, Architekten Markwort & Seibert, Darmstadt; Gartenanlage; Mühlstraße 51: eingeschossiger Mansarddachbau, 1920er Jahre | weitere Bilder Fotos hochladen |
| Wohnhaus                            | Ober-Ingelheim, Bahnhofstraße 98 Lage                                            | 1893                                          | villenartiger Klinkerbau, Mansarddach, 1893, Architekt Eduard Kreyßig, Mainz | Fotos hochladen                |
| Wehrturm                            | Ober-Ingelheim, Bahnhofstraße, neben Nr. 102 Lage                                | 15. Jahrhundert                               | Wehrturm der Ortsbefestigung, doppelgeschossiger Rundturm mit Steinkegeldach, 15. Jahrhundert | Fotos hochladen                |
| Hofanlage                           | Ober-Ingelheim, Breitbachstraße 1 Lage                                           | 1878–80                                       | Dreiflügelanlage, Bruchstein, 1878–80; spätklassizistisches Wohnhaus; stadtbildprägend | Fotos hochladen                |
| Wehrturm                            | Ober-Ingelheim, Burgunderstraße 2 Lage                                           | 15. Jahrhundert                               | Wehrturm der Ortsbefestigung, doppelgeschossiger Rundturm mit Steinkegeldach, 15. Jahrhundert | Fotos hochladen                |
| Ohrenbrücker Tor                    | Ober-Ingelheim, Edelgasse Lage                                                   | 15. Jahrhundert                               | Ohrenbrücker Tor der Ortsbefestigung, zwei hohe Rundtürme mit rekonstruiertem Spitzbogen, 15. Jahrhundert | Fotos hochladen                |
| Scheune                             | Ober-Ingelheim, Edelgasse 5 Lage                                                 | 1614                                          | Scheune, Bruchsteinbau mit spätgotischem Schildgiebel, bezeichnet 1614; Fragment eines römischen Weihesteins, 2. oder 3. Jahrhundert | Fotos hochladen                |
| Hofanlage                           | Ober-Ingelheim, Edelgasse 15 Lage                                                | 18. oder 19. Jahrhundert                      | Dreiseithof, im Wesentlichen aus dem 18. und 19. Jahrhundert, spätmittelalterliche Spolien; barocker Krüppelwalmdachbau, teilweise Fachwerk | Fotos hochladen                |
| Uffhubtor                           | Ober-Ingelheim, Hesselweg Lage                                                   | 15. Jahrhundert                               | Uffhubtor der Ortsbefestigung, Spitzbogentor, feldseitig mit Runderkern über Konsolenfries, 15. Jahrhundert | Fotos hochladen                |
| Elektrizitätswerk                   | Ober-Ingelheim, Hesselweg 5 Lage                                                 | 1906                                          | ehemaliges Elektrizitätswerk; zweiteilige Jugendstilbaugruppe, 1906, Architekt Jean Gemünden | Fotos hochladen                |
| Altes Rathaus                       | Ober-Ingelheim, Marktplatz 1 Lage                                                | 1827                                          | anspruchsvoller klassizistischer Walmdachbau, bezeichnet 1827, Architekt Friedrich Schneider | weitere Bilder Fotos hochladen |
| Gasthaus                            | Ober-Ingelheim, Marktplatz 8 Lage                                                | 1752                                          | ehemaliges Gasthaus; spätbarocker Mansarddachbau, bezeichnet 1752 | Fotos hochladen                |
| Hofanlage                           | Ober-Ingelheim, Marktplatz 13, Neuweg 2b Lage                                    | 18. Jahrhundert                               | barocker Vierseithof, 18. Jahrhundert; Wohnhaus, teilweise Fachwerk, Scheune mit abgewalmtem Mansarddach; stadtbildprägend | Fotos hochladen                |
| Spolie                              | Ober-Ingelheim, Marktplatz, an Nr. 15 Lage                                       | 1663                                          | Türsturz, bezeichnet 1663 | Fotos hochladen                |
| Erbauungshalle                      | Ober-Ingelheim, Mühlstraße 41 Lage                                               | 1910                                          | Freireligiöse Weihehalle; errichtet für die deutschkatholische Gemeinde, Jugendstilbau mit Vorhalle, 1910, Architekt Otto Schmidt, Wiesbaden | Fotos hochladen                |
| Sarkophag                           | Ober-Ingelheim, Mühlstraße, bei Nr. 41 Lage                                      | 3. oder 4. Jahrhundert                        | römischer Sarkophag, 3. oder 4. Jahrhundert | Fotos hochladen                |
| Hofanlage                           | Ober-Ingelheim, Neuweg 2 Lage                                                    | um 1800                                       | Hofanlage; spätbarocker Mansarddachbau, klassizistische Motive, um 1800, Bruchsteinscheune 19. Jahrhundert, Garten und Laube um 1900; straßenbildprägend | Fotos hochladen                |
| Amtsgericht                         | Ober-Ingelheim, Neuweg 7 Lage                                                    | 1907/09                                       | ehemaliges Amtsgericht; schlossartige neubarocke Dreiflügelanlage, bezeichnet 1907/09; straßenbildprägend | weitere Bilder Fotos hochladen |
| Katholische Pfarrkirche St. Michael | Ober-Ingelheim, Neuweg 11 Lage                                                   | 1721/22                                       | barocker Saalbau, 1721/22, Architekten Johann Peter Lyon und Jakob Eyssenberger, Erweiterung und Kampanile 1963/64, Architekten Caumanns und Grasnitz, Mainz | Fotos hochladen                |
| Friedhofsarchitektur                | Ober-Ingelheim, Neuweg, bei Nr. 11 Lage                                          | ab 1573                                       | auf dem ehemaligen Friedhof: Torbogen bezeichnet 1726; zwei Säulen, bezeichnet 1573 und 1753, Guter Hirte 1891 | weitere Bilder Fotos hochladen |
| Hofanlage                           | Ober-Ingelheim, Neuweg 19 Lage                                                   | 1902                                          | ehemalige Weinhandlung; erbaut 1902 nach Plänen des Architekten Heinrich Gaul (Mainz); eineinhalbgeschossiger Bruchsteinbau mit Fachwerkdetails in historisierenden Formen, gehobener Innenausbau original | Fotos hochladen                |
| Wohnhaus                            | Ober-Ingelheim, Neuweg 20 Lage                                                   | 1886                                          | gründerzeitlicher Bruchsteinbau, Neurenaissancemotive, bezeichnet 1886, Architekt Fritz Tetzloff, Mainz; straßenbildprägend | Fotos hochladen                |
| Lutherisches Pfarrhaus              | Ober-Ingelheim, Neuweg 22 Lage                                                   | 1731                                          | ehemaliges lutherisches Pfarrhaus; barockes Fachwerkhaus, teilweise massiv, bezeichnet 1731 | Fotos hochladen                |
| Wehrturm                            | Ober-Ingelheim, Neuweg, neben Nr. 36 Lage                                        | 15. Jahrhundert                               | Wehrturm der Ortsbefestigung, doppelgeschossiger Rundturm mit Steinkegeldach, 15. Jahrhundert | Fotos hochladen                |
| Wohnhaus                            | Ober-Ingelheim, Oberer Schenkgarten 1 Lage                                       | 17. oder frühes 18. Jahrhundert               | barockes Fachwerkhaus, teilweise massiv, verputzt, 17. oder frühes 18. Jahrhundert, Umbau bezeichnet 1841 | Fotos hochladen                |
| Wohnhaus                            | Ober-Ingelheim, Rinderbachstraße 13 Lage                                         | 1855                                          | spätklassizistischer Bruchsteinbau, 1855, Architekt Peter Wetter; straßenbildprägend | Fotos hochladen                |
| Spitalkapelle St. Justus            | Ober-Ingelheim, Rinderbachstraße 20 Lage                                         | Ende des 14. Jahrhunderts                     | spätgotischer Kalkbruchsteinbau, wohl vom Ende des 14. Jahrhunderts, Umbau zum Wohnhaus im späten 18. oder frühen 19. Jahrhundert | Fotos hochladen                |
| Wohnhaus                            | Ober-Ingelheim, Rinderbachstraße 29 Lage                                         | 18. Jahrhundert                               | im Kern barockes Wohnhaus, 18. Jahrhundert, Erweiterung im 19. Jahrhundert | Fotos hochladen                |
| Cantons-Apotheke                    | Ober-Ingelheim, Rinderbachstraße 31 Lage                                         | um 1870–90                                    | Bruchsteinbau, teilweise Fachwerk, um 1870–90, mit älteren Teilen; einbezogen wohl Teile der Ortsmauer | Fotos hochladen                |
| Wohnhaus                            | Ober-Ingelheim, Rinderbachstraße 32 Lage                                         | 17. oder frühes 18. Jahrhundert               | barockes Fachwerkhaus, teilweise massiv, verputzt, 17. oder frühes 18. Jahrhundert, Nebengebäude (Keller) bezeichnet 1565 | Fotos hochladen                |
| Wehrturm                            | Ober-Ingelheim, Ringgasse, bei Nr. 20 Lage                                       | 15. Jahrhundert                               | weitausspringender, halbrunder Schalenturm, 15. Jahrhundert | Fotos hochladen                |
| Wehrturm                            | Ober-Ingelheim, Ringgasse, bei Nr. 22 Lage                                       | 15. Jahrhundert                               | Wehrturm der Ortsbefestigung, Rundturm mit Zinnenkranz, 15. Jahrhundert | Fotos hochladen                |
| Wehrturm                            | Ober-Ingelheim, Ringgasse, bei Nr. 28 Lage                                       | 15. Jahrhundert                               | weitausspringender, halbrunder Schalenturm, 15. Jahrhundert | Fotos hochladen                |
| Wehrturm                            | Ober-Ingelheim, Ringgasse, bei Nr. 30 Lage                                       | 15. Jahrhundert                               | Wehrturm der Ortsbefestigung, doppelgeschossiger Rundturm mit Steinkegeldach, 15. Jahrhundert | Fotos hochladen                |
| Friedhofsgebäude                    | Ober-Ingelheim, Rotweinstraße 65, auf dem christlichen Friedhof Lage             | um 1900                                       | auf dem 1891 angelegten Friedhof dreiteilige historisierende Bruchstein-Baugruppe (Leichenhalle, Sezierraum und Friedhofswärterhaus), um 1900 | Fotos hochladen                |
| Villa Lina                          | Ober-Ingelheim, Schillerstraße 4 Lage                                            | 1896                                          | spätgründerzeitlicher Walmdachbau, 1896, Architekt Ernst Schäfer | Fotos hochladen                |
| Präsident-Mohr-Schule               | Ober-Ingelheim, Schulstraße 12 Lage                                              | 1892–94                                       | spätklassizistischer Bruchsteinbau, Walmdach, 1892–94 | Fotos hochladen                |
| Stiegelgässer Tor                   | Ober-Ingelheim, Stiegelgasse Lage                                                | 15. Jahrhundert                               | Stiegelgässer Tor der Ortsbefestigung, von Rundtürmen mit Schlitzscharten flankiert, 15. Jahrhundert | Fotos hochladen                |
| Portal                              | Ober-Ingelheim, Stiegelgasse, an Nr. 8 Lage                                      | 1939                                          | Nischenportal, expressionistische Motive, bezeichnet 1939 | Fotos hochladen                |
| Wohnhaus                            | Ober-Ingelheim, Stiegelgasse 14 Lage                                             | 1751                                          | barockes Fachwerkhaus, teilweise massiv, verputzt, bezeichnet 1751 | Fotos hochladen                |
| Wohnhaus                            | Ober-Ingelheim, Stiegelgasse 24 Lage                                             | Ende des 18. oder Anfang des 19. Jahrhunderts | spätbarockes Wohnhaus, Ende des 18. oder Anfang des 19. Jahrhunderts | Fotos hochladen                |
| Portal                              | Ober-Ingelheim, Stiegelgasse, an Nr. 30 Lage                                     | 1724                                          | Portal, barockes Ohrengewände, bezeichnet 1724, klassizistisches Türblatt | Fotos hochladen                |
| Hofanlage                           | Ober-Ingelheim, Stiegelgasse 47 Lage                                             | Ende des 18. Jahrhunderts                     | Hofanlage; barockes Fachwerkhaus, teilweise massiv, Krüppelwalmdach, Ende des 18. Jahrhunderts, im Kern wohl aus der zweiten Hälfte des 17. Jahrhunderts; Spolie, bezeichnet 1667; straßenbildprägend | Fotos hochladen                |
| Horneckscher Hof                    | Ober-Ingelheim, Stiegelgasse 48 Lage                                             | 1590                                          | Renaissancebau, bezeichnet 1590, klassizistischer Laufbrunnen, Wirtschaftsgebäude bezeichnet 1579 und 1760, umfriedete Parkanlage | Fotos hochladen                |
| Hof der Grafen von Ingelheim        | Ober-Ingelheim, Stiegelgasse 50 Lage                                             | 18. Jahrhundert                               | barocke Baugruppe, 18. Jahrhundert; eingeschossiger Krüppelwalmdachbau, teilweise Fachwerk, bezeichnet 1733 und 1791 | Fotos hochladen                |
| Wehrturm                            | Ober-Ingelheim, Unterer Zwerchweg 27 Lage                                        | 15. Jahrhundert                               | Wehrturm der Ortsbefestigung, doppelgeschossiger Rundturm mit Steinkegeldach, 15. Jahrhundert | Fotos hochladen                |
| Bismarckturm                        | Ober-Ingelheim, nordwestlich des Ortes auf dem Westerberg; Distrikt Waldeck Lage | 1907–12                                       | monumentaler Bossenquaderbau, 1907–12, Architekt Wilhelm Kreis, Dresden | weitere Bilder Fotos hochladen |

## Sporkenheim

### Einzeldenkmäler
| Bezeichnung                   | Lage                               | Baujahr                     | Beschreibung | Bild                           |
| ----------------------------- | ---------------------------------- | --------------------------- | --- | ------------------------------ |
| Kapelle                       | Sporkenheim, Am Kloster 4 Lage     | Anfang des 12. Jahrhunderts | ehemalige Kapelle; romanische Mauerreste, Anfang des 12. Jahrhunderts, im Fachwerkhaus des frühen 19. Jahrhunderts | weitere Bilder Fotos hochladen |
| Katholische Kirche Herz Mariä | Sporkenheim, Kapellenstraße 4 Lage | 1946–48                     | Sandsteinquaderbau mit Vorhalle, 1946–48, Architekt Hugo Becker, Mainz                                             | weitere Bilder Fotos hochladen |

## Wackernheim

### Denkmalzonen
| Bezeichnung            | Lage                                | Baujahr                 | Beschreibung                                                                            | Bild            |
| ---------------------- | ----------------------------------- | ----------------------- | --------------------------------------------------------------------------------------- | --------------- |
| Denkmalzone Bornstraße | Bornstraße 1, 3, Kirchstraße 2 Lage | 18. und 19. Jahrhundert | drei landschaftstypische Hofanlagen, 18. und 19. Jahrhundert (kennzeichnendes Ortsbild) | Fotos hochladen |

### Einzeldenkmäler
| Bezeichnung                                            | Lage                         | Baujahr | Beschreibung | Bild                           |
| ------------------------------------------------------ | ---------------------------- | ------- | --- | ------------------------------ |
| Evangelische Pfarrkirche                               | Kirchstraße 14 Lage          | 1752    | spätbarocker Saalbau, bezeichnet 1752; Kirchhof mit Treppenanlage 1838, Futtermauer 1856, klassizistische Grabmäler; ortsbildprägend     | Fotos hochladen                |
| Evangelisches Pfarrhaus                                | Mühlstraße 23 Lage           | 1911/12 | eineinhalbgeschossiger barockisierender Mansarddachbau, Bruchstein, Heimatstil, 1911/12, Nebengebäude                                    | Fotos hochladen                |
| Schulhaus                                              | Neustraße 1 Lage             | 1827    | ehemaliges evangelisches Schulhaus; klassizistischer Bruchsteinbau, Toranlage bezeichnet 1827                                            | Fotos hochladen                |
| Katholische Pfarrkirche zur schmerzhaften Muttergottes | Neustraße 7 Lage             | 1733    | barocker Saalbau, bezeichnet 1733; auf dem Friedhof Grabkruzifix Familie Reis, um 1850                                                   | Fotos hochladen                |
| Rat- und Schulhaus                                     | Rathausplatz 1 Lage          | 1851/52 | ehemaliges Rat- und Schulhaus; spätklassizistischer Bruchsteinbau, 1851/52, Architekten Ernst Gladbach, Bingen, und Baukandidat Wetter   | Fotos hochladen                |
| Kriegerdenkmal                                         | Rathausplatz, bei Nr. 7 Lage | 1890    | Kriegerdenkmal 1870/71, Germania, bezeichnet 1890                                                                                        | Fotos hochladen                |
| Feuerwehr- und Dorfgemeinschaftshaus                   | Rathausplatz 9 Lage          | 1866    | ehemaliger Gemeindebullenstall; zwei kreuzgratgewölbte Räume, einer mit Gusseisenstütze, 1866, Architekten Jakob Kloos und Johann Becker | weitere Bilder Fotos hochladen |